# Hexágono de Perpiñá

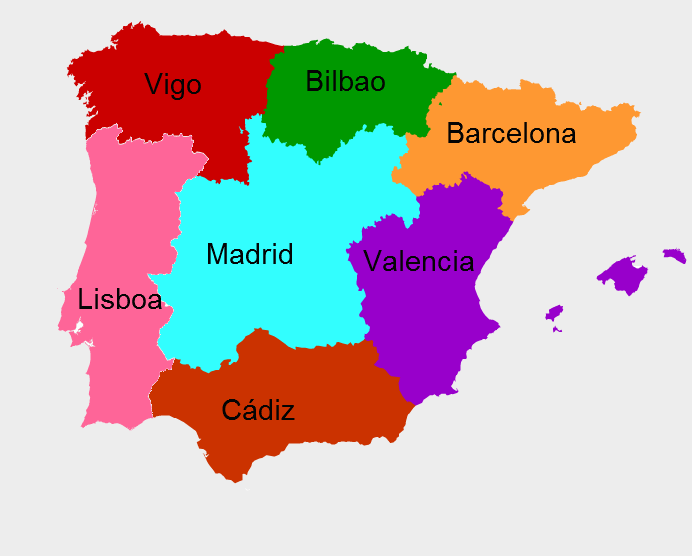
Aquí se muestran las seis coras de España y Portugal (no incluye las Islas Azores, Madeira, Islas Canaria, Ceuta y Melilla).

El hexágono de Perpiñá es un modelo económico desarrollado por el economista Román Perpiñá en 1954 al aplicar a la península ibérica la teoría estructural que se conoce en economía como teoría de los lugares centrales. Según este modelo, económicamente hablando, España y Portugal formarían un hexágono con seis zonas económicas como lados y cuyo centro sería Madrid.
Perpiñá descubrió que la densidad de población era alta en siete núcleos alrededor de espacios más amplios, que él llama «coras». Dentro de cada «cora», al núcleo más densamente poblado lo denominó dasicora y al de población menos densa, areocora.
Cada dasicora estaba estructurada alrededor de un centro urbano específico. De los siete lugares centrales, seis tenían localización periférica (Vigo, Bilbao, Barcelona, Valencia, Cádiz y Lisboa), formando un hexágono cuyos vértices distaban entre sí aproximadamente igual, constituyendo el séptimo lugar preferente de la localización (Madrid) el centro geométrico del hexágono.